# HMS Umpire (1940)
HMS Umpire (N82) («Ампайр», букв. «Судья») — британская дизельная подводная лодка типа U (второй группы). Построена на верфи «Четхэм Док-ярд». Участвовала во Второй мировой войне. Затонула 19 июля 1941 года после случайного столкновения с траулером из конвоя, спустя 9 дней после начала службы в составе британских ВМС.

## Гибель
Субмарина «Ампайр» была зачислена в состав ВМС 10 июля 1941 года, командиром стал лейтенант Мервин Вингфилд. Она должна была вступить в состав 3-й флотилии подводных лодок в Дануне. Из Четтема она вышла на патрулирование в Северное море, откуда должна была затем уйти в Средиземное море. Она сделала остановку в Ширнессе и затем присоединилась к конвою, шедшему на север, но из-за поломки одного из дизельных двигателей сильно отстала от конвоя. Винты вращались исключительно благодаря работе электромоторов, когда лодка была на поверхности.
Около полуночи 19 июля в 22 километрах от Бланкени (Норфолк) разминулись два конвоя, шедшие противоположными курсами, и на всех кораблях были выключены прожекторы, чтобы не привлекать внимания немецких торпедных катеров. Внезапно вооружённый траулер «Питер Хендрикс» (Peter Hendriks) врезался в субмарину, которая после столкновения затонула, погрузившись на 18 метров. На капитанском мостике в момент столкновения были четыре члена экипажа — Вингфилд, штурман и двое вахтённых, но в живых остался только командир, которого подобрал траулер. Ещё некоторые из членов экипажа покинули тонущее судно, бежав через машинное отделение или капитанский мостик, многие надели предварительно гидрокостюмы. Начальник машинного отделения Киллен, находясь в гидрокостюме, проверил сначала состояние люка в машинном отделении, а затем уже вернулся лично в машинное отделение, помогая всем членам экипажа выбраться с тонущего судна, и покинул помещение последним, за что был награждён медалью Британской Империи. 22 члена экипажа погибло, 16 были спасены. Лейтенант Эдвард Янг, один из спасённых, позднее командовал подлодкой HMS Storm (P233).
В настоящее время место крушения согласно Акту о защите военных захоронений 1986 года охраняется государством.